# Кёнигсбергский договор (1384)
Кёнигсбергский догово́р — соглашение между Витовтом и Тевтонским орденом, заключённое в Кёнигсберге 30 января 1384 года во время гражданской войны в Великом княжестве Литовском 1381—1384 годов.

## Условия и заключение
Договор был подписан во время гражданской войны в Великом княжестве Литовском 1381—1384 годов между великим князем литовским Ягайлом и другим претендентом на великокняжеский стол Витовтом. Для того, чтобы обеспечить поддержку со стороны крестоносцев, Витовт подписал договор, согласно которому уступал Ордену Жемайтию по реке Невежис и Ковенскую область. По Дубисскому договору 1382 года Ягайло обещал крестоносцам Жемайтию только до реки Дубисы, но это соглашение не было ратифицировано. Жемайтия была необходима тевтонцам, так как она географически отделяла владения Ордена в Пруссии от его ответвления в Ливонии. По условию договора Витовт также становился вассалом Тевтонского ордена. В феврале 1384 года отдельные области Жемайтии выразили свою поддержку Витовту и дали согласие на подчинение крестоносцам.

## Разрыв договора
16 июля 1384 года Витовт ещё раз подтвердил этот договор в Новом Мариенбурге, построенном крестоносцами замке на берегу Немана. Вскоре Ягайло и Витовт примирились, после чего Витовт решил разорвать соглашение с Орденом. Он сжёг Георгенбург и Новый Мариенбург и с войском перебрался в Литву. В плен к нему попал кастелян Нового Мариенбурга Марквард фон Зальцбах, ставший позднее его другом и сыгравший значительную роль в последовавших событиях. В конце сентября Ягайло и Витовт осадили Новый Мариенвердер. 6 ноября замок был взят и разрушен.

## Последствия
Во время гражданской войны в Княжестве 1389—1392 годов Витовт вновь обратился за помощью к Тевтонскому ордену. 19 января 1390 года он заключил с крестоносцами Ликский договор, которым подтверждал условия Кёнигсбергского договора 1384 года. В 1392 году Витовт вновь разорвал свои обязательства перед Орденом, заключив с Ягайлом Островское соглашение. Впоследствии Витовт ещё дважды отдавал крестоносцам Жемайтию: по Салинскому договору 1398 года и Рацёнжскому 1404 года.
Литовский историк Данилевичус и польский историк Конечный поставили под сомнение аутентичность это соглашения. Они отмечают, что акт соглашения мог быть фальсифицирован крестоносцами.